# Durandiella nemopanthi
Durandiella nemopanthi är en svampart som först beskrevs av Peck, och fick sitt nu gällande namn av J.W. Groves 1937. Durandiella nemopanthi ingår i släktet Durandiella och familjen Dermateaceae.   Inga underarter finns listade i Catalogue of Life.